# Antiblemma nigerrimasigna
Antiblemma nigerrimasigna är en fjärilsart som beskrevs av Embrik Strand 1920. Antiblemma nigerrimasigna ingår i släktet Antiblemma och familjen nattflyn. Inga underarter finns listade i Catalogue of Life.